# Main Street (Gibraltar)

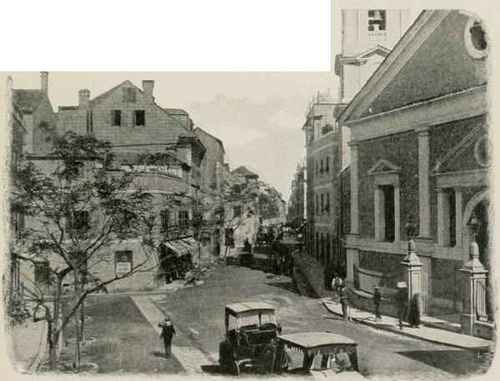
Antiga fotografia de Main Street presa a finals del des de la Catedral de St. Mary the Crowned.

Main Street (literalment, Carrer Principal; antigament, en castellà: Calle Real) és el carrer principal del territori britànic d'Ultramar de Gibraltar.
Main Street és el principal carrer comercial de Gibraltar. Té una direcció nord–sud a través del nucli antic, que només és apte per a vianants i mostra una varietat d'edificis d'estil genovès, portuguès, andalús, morisca i britànic, la majoria dels quals tenen botigues a la seva planta baixa. Els pisos superiors solen acollir allotjament residencial o oficines.
Irish Town és un dels subdistrictes de Main Street, i va ser anomenat a principis del segle xix quan Gibraltar va ser dividit en diferents barris.